# Tragödie auf der Jagd (Film)
Tragödie auf der Jagd ist ein deutscher Fernsehfilm aus dem Jahr 1968 von Gerhard Klingenberg. Das Drehbuch verfasste Leo Lehman. Es basiert auf dem 1884 erschienenen (einzigen) Roman Ein Drama auf der Jagd (russisch Драма на охоте) des russischen Schriftstellers Anton Tschechow.
Die Hauptrollen sind mit Erich Schellow, Karin Baal, Anneliese Stöckl, Heinrich Schweiger und Walter Kohut besetzt. Seine Premiere hatte der Film am 28. Mai 1968 im Programm der ARD.

## Handlung
Der zynische Untersuchungsrichter Kamyschow lernt während eines Besuchs bei seinem Jugendfreund, dem Grafen Karnejew, die schöne Olenka kennen, ein Mädchen aus dem Volk, das die Kinder des verwitweten Gutsverwalters Urbenin versorgt. Das Mädchen heiratet den alten Urbenin, ohne ihn lieben zu können. Kamyschow wiederum begehrt die Schöne und lässt sich auf ein Liebesverhältnis mit ihr ein. Als er dann erfahren musste, dass Olenka auch dem Grafen ihre Gunst schenkt, ist der hochmütige Mann, dem am Ehrgefühl der anderen so wenig liegt, in seinem Stolz tief gekränkt. Er tötet Olenka während einer Jagdveranstaltung mit dem Messer, das sie vom Grafen geschenkt bekommen hatte. Der Verdacht fällt jedoch auf den eifersüchtigen Urbenin, der auch verhaftet, verurteilt und eingesperrt wird. Kamyschow dagegen benutzt seine Freiheit, um einen Roman über die Geschichte seines Lebens zu schreiben.

## Kritik
Der Evangelische Film-Beobachter fasst seine Meinung so zusammen: „Dramatisierung des gleichnamigen Romans von Anton Tschechow, in dem am Beispiel eines Kriminalfalles unpathetisch, aber pointiert-präzis der Verfall der großen bürgerlichen Gesellschaft des ausgehenden 19. Jahrhunderts geschildert wird. Die sorgfältige Inszenierung und ausgezeichnet agierende Darsteller werden den Intentionen der Vorlage gerecht. Empfehlenswert für Erwachsene.“